# 滿血復活
《滿血復活》（英語：Bring Her Back）是一部2025年澳洲超自然恐怖電影，由丹尼·菲利普與麥可·菲利普執導，丹尼和比爾·辛茨（Bill Hinzman）共同編劇，比利·巴拉特、索拉·王（Sora Wong）和莎莉·霍金斯主演。
《滿血復活》由索尼影視發行排定2025年5月29日於澳洲上映；北美方面由A24排定2025年5月30日上映。

## 演員
- 比利·巴拉特（英语：Billy Barratt）飾演安迪（Andy）：對於父親的死難以忘懷的17歲少年。
- 索拉·王（Sora Wong）飾演派珀（Piper）：安迪的繼妹，視力障礙者。
- 莎莉·霍金斯飾演蘿拉（Laura）：收養安迪和派珀的兒童輔導員。
- 喬納·沃倫·菲利普斯（Jonah Wren Phillips）飾演奧利佛（Oliver）：蘿拉的養子。
- 莎莉-安妮·厄普頓（Sally-Anne Upton）飾演溫蒂（Wendy）：負責安迪和派珀個案的社會工作者。
- 史蒂芬·菲利普斯（Stephen Phillips）飾演菲爾（Phil）：安迪和派珀的亡父。
- 米莎·海伍德（Mischa Heywood）飾演凱西（Cathy）：蘿拉已故的12歲女兒。

## 製作
2024年4月，丹尼·菲利普與麥可·菲利普宣布正在製作一部原創恐怖電影《鬼手鬼手 請開口》的後續電影。該片將由莎莉·霍金斯主演，的薩曼莎·詹寧斯（Samantha Jennings）和克里斯蒂娜·賽頓（Kristina Ceyton）共同製片，A24負責全球發行。菲利普兄弟最初計劃於2023年執導一部改編自《快打旋風》系列的電影，但後來選擇退出，專注製作受心理恐怖主題啟發的電影《滿血復活》（Bring Her Back）。劇本由丹尼和比爾·辛茨（Bill Hinzman）共同撰寫。5月，比利·巴拉特、喬納·沃倫·菲利普斯（Jonah Wren Phillips）、莎莉-安妮·厄普頓（Sally-Anne Upton）、史蒂芬·菲利普斯（Stephen Phillips）和索拉·王（Sora Wong）參與演出。索拉在接受《時人》採訪時透露，她「完全沒有演戲經驗」，參演緣由是她的母親在Facebook上看到試鏡消息後報名的。
電影於2024年6月展開主要攝影。菲利普兄弟重返他們的家鄉南澳州，於阿得雷德及周邊地區拍攝。拍攝歷時41天殺青。

## 發行
2025年2月，索尼全球收購影業獲得了除中國、俄羅斯和日本以外的國際發行權。
《滿血復活》由索尼影視發行排定2025年5月29日於澳洲上映；北美方面由A24排定2025年5月30日上映。

## 迴響

### 評價
根据評論匯總网站爛番茄汇总的142篇评论文章，89%的评论家给予该作正面评价。在Metacritic上，29位影評人共給予了75分的分數（滿分100分），這部電影獲得了「普遍好評」。

## 外部連結
- 互联网电影数据库（IMDb）上《滿血復活》的资料（英文）
- 爛番茄上《滿血復活》的資料（英文）
- Metacritic上《滿血復活》的資料（英文）
- Box Office Mojo上《滿血復活》的資料（英文）
- 開眼電影網上《滿血復活》的資料（繁體中文）
- 豆瓣电影上《滿血復活》的資料 （简体中文）